# Медиахолдинг «МВ»

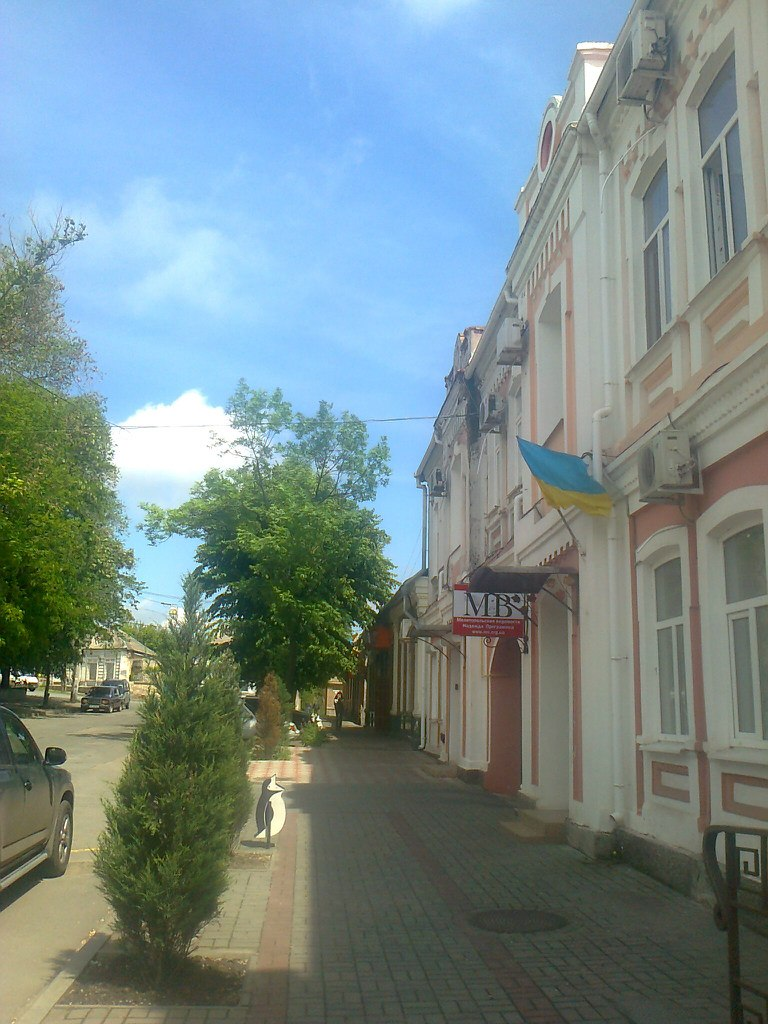
Редакция МВ

Медиахолдинг «МВ» — крупнейшая медиакомпания Мелитополя и один из лидеров медиарынка Запорожской области. Включает в себя редакцию газет «Мелитопольские ведомости», «Надежда», «Программка», сайт mv.org.ua, рекламное агентство, типографию и сеть киосков.

## История
История медиахолдинга началась, когда в 1990 году городским советом Мелитополя была учреждена газета «Мелитопольские известия». В 1996 году коллектив газеты, стремясь обеспечить себе независимость от городских властей, приватизировал коммунальное предприятие, преобразовав его в общество с ограниченной ответственностью. Начиная с 1999 коллектив стал издавать и другие газеты, что позволило ещё сильнее увеличить суммарный тираж.
В истории МВ было несколько крупных конфликтов с городскими властями. Так в 2008 году городские власти пытались прервать контракт на аренду типографии и газетных киосков. А в 2012 сотрудники горотдела милиции задержали автомобиль со свежеотпечатанными газетами и гендиректора медиахолдинга Михаила Кумока.
В холдинге работало около 200 человек, а в его состав входили 3 газеты, ориентированных на разные регионы распространения и читательские аудитории, рекламное агентство, типография, сеть киосков прессы, магазин канцтоваров «Эврика», региональный интернет-портал mv.org.ua.
После оккупации Мелитополя российскими войсками, оккупационные власти стали склонять руководство медиахолдинга к сотрудничеству. 21 марта 2022 года вооружённые люди с Z-символикой похители основателя «МВ» Михаила Кумока, его жену и дочь, а также корреспондентов Юлию Ольховскую, Любовь Чайку и выпускающего редактора газеты Евгению Борян. Кумока допрашивали в здании районной администрации, требуя возобновления работы его типографии и отказа от украинской направленности сайта «МВ». Он отказался от сотрудничества с оккупационными властями, и после нескольких часов допросов его отпустили. После этого редакция приостановила свою работу и всё имущество Мелитопольский ведомостей было отобрано оккупационной администрацией. На месте ведомостей были основаны Таврические вести .

## Издания
| Издание                                            | Тематика | Редактор                         | Время издания  | Тираж |
| -------------------------------------------------- | --- | -------------------------------- | -------------- | ----- |
| МВ: Мелитопольские ведомости — Межрайонный вестник | Региональный общественно-политический и рекламный еженедельник, посвящённый тематике Мелитопольского, Акимовского, Приазовского и Весёловского районов | главный редактор Наталья Дяткова | с октября 1990 | 10000 |
| Надежда                                            | Позиционируется как «областная газета для всей семьи»                                                                                                  | главный редактор Наталья Дяткова | с мая 2004     | 13000 |
| Программка                                         | Региональная еженедельная программа телевидения | главный редактор Наталья Дяткова | с января 2003  | 12000 |

Газета «Мелитопольские ведомости», с которой началась история медиахолдинга, по-прежнему является его основным печатным изданием в регионе. Аббревиатура «МВ» стала своеобразным брендом холдинга, и названия многих газет подбирались так, чтобы тоже соответствовать этой аббревиатуре. В том числе, и название самих «Мелитопольских ведомостей» в борьбе за читательскую аудиторию региона было дополнено вторым названием «Межрайонный вестник».
Газета «Надежда» была основана как газета для ветеранов. В мелитопольском регионе она несколько уступает в популярности газете «МВ», однако, за счёт читательской аудитории из других районов Запорожской области, оказывается самым высокотиражным изданием медиахолдинга.

## Сайт «Местные вести»
Сайт «Местные весты» (mv.org.ua) создан на базе газеты «Мелитопольские ведомости» в 2002 году.
Сайт ежедневно публикует новости города, региона, Украины и мира. Также сайт содержит базу объявлений, каталог предприятий Запорожья и Мелитополя, справочник курортов Азовского побережья, афишу мероприятий, телепрограмму.

## Рекламное агентство «МВ-плюс»
Агентство создано в 2000 году. Первоначальной задачей был сбор рекламы в издания редакции «МВ». Позже спектр предложений агентства расширился и сейчас включает рекламу в городских и областных СМИ, в Интернете, «Українська мережа оголошень», печать открыток, буклетов, карт, календарей.

## Типография
Начав печатать «Мелитопольские ведомости» в Мелитополе, издатели вскоре были вынуждены перенести печать в другие города из-за низкого полиграфического уровня местной типографии. В 2003 году «Мелитопольские ведомости» арендовали имущество мелитопольской коммунальной типографии, которая в то время находилась в плачевном финансовом состоянии. Благодаря сотрудничеству с Международным фондом долговременного кредитования СМИ MDIF оборудование типографии было модернизировано, а объём заказов увеличился в десятки раз.
В настоящее время ООО «Издательский дом Мелитопольской городской типографии» печатает не только газеты медиахолдинга «МВ», но и запорожские, херсонские газеты, а также осуществляет предпечатную подготовку и печать других видов полиграфической продукции, от бланков до книг. Издательский дом является одним из крупнейших полиграфических предприятий юга Украины.

## Пресса
Предприятие «Пресса» — крупнейшая в регионе сеть по распространению периодической печати и сопутствующих товаров. Создано в 2004 году как часть «МВ-холдинга». По состоянию на 2016 год в торговой сети насчитывается 21 киоск и магазин канцелярии «Эврика».